# ジョシュア・ミルナー
ジョシュア・ミルナー（Joshua Kearney Millner、1847年7月5日 - 1931年11月16日）は、アイルランドのダブリン出身のイギリスの射撃競技選手である。ロンドンオリンピックにイギリス代表として出場し、1000ヤードフリーライフルで金メダルを獲得した。この時、彼は61歳と4日で、当時の最年長金メダル記録を樹立した。ランニングディア単発では9位、ランニングディア双発でも15位になった。1931年にダブリンで死去した。